# قناة بحيرة بيوا

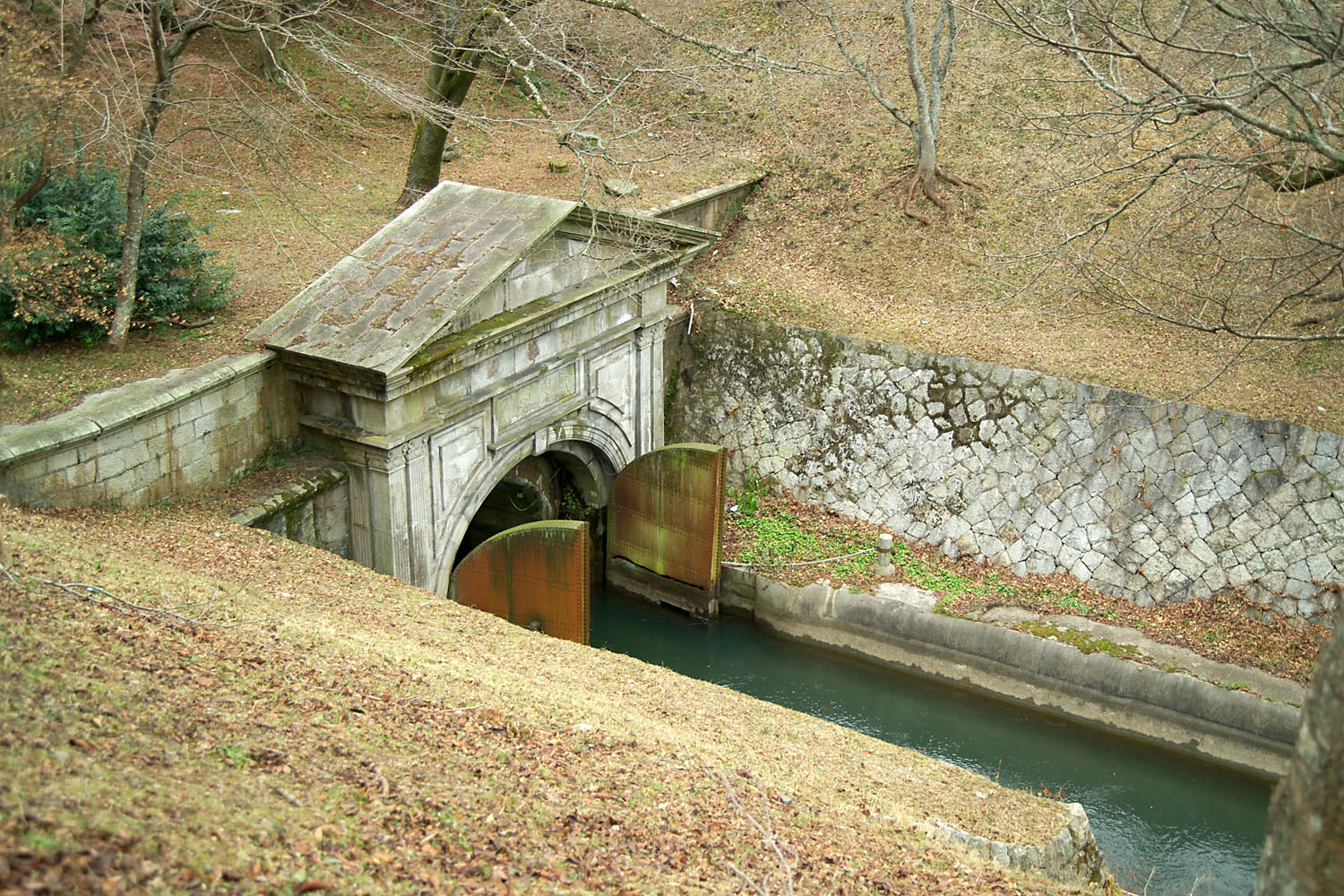
تعليق

قناة بحيرة بيوا (باليابانية: 琵琶湖疏水 بيواكو سوسوي) هي مجرى مائي في اليابان بنيت في فترة ميجي من أجل نقل الماء، الحمولات والمسافرين من بحيرة بيوا إلى قرب مدينة كيوتو. استخدمت هذه القناة أيضاً كأول محطة طاقة كهرمائية في اليابان التي استخدمت لتوليد الكهرباء لتشغيل ترام كيوتو. في الوقت الحالي لم تعد تستخدم القناة في الوقت الحالي لتوليد الكهرباء بل من أجل تزويد الماء ولأغراض مكافحة الحرائق والري الزراعي.
تنقل القناة الماء من بحيرة بيوا في أوتسو، شيغا إلى كيوتو عبر قنوات تمر تحت الجبال على طريقين.

## تاريخ
كان بناء القناة بعد نقل العاصمة اليابانية في فترة ميجي من كيوتو إلى طوكيو حيث عانت كيوتو من نقص في التعداد السكاني وقلة النشاط الصناعي، ولهذا أمر حاكم محافظة كيوتو كيتاغاكي كونيميتشيي (北垣国道) ببناء القناة لتزويد المدينة بالماء اللازم للنشاطات البشرية والصناعية.
بدأت أعمال القناة عام 1885 وانتهت بعد خمس سنوات في عام 1890 بتكلفة تقدر بحوالي 1250000 ين.